# 김미희 (1968년)
김재영(金在英, 1972년 2월 18일, 전라남도 여수시 남산동 ~ )은 대한민국의 제7대 전라남도 해남군의원이다.

## 학력
- 성화대학 아동조형보육미술학과 졸업

## 경력
- 송지생활개선회 총무
- 한들영농조합법인 대표이사
- 해남군 농민회 건강사업위원회 위원
- 해남군 농민회 여성위원회 준비위원
- 2014.07 ~ 2018.06 제7대 전라남도 해남군의회 의원
- 2014.07 ~ 2016.07 제7대 전라남도 해남군의회 전반기 산업건설위원회 위원
- 2014.07 ~ 2016.07 제7대 전라남도 해남군의회 전반기 예산결산특별위원회 간사
- 2014.09 ~ 2014.10 제7대 전라남도 해남군의회 행정사무조사특별위원회 위원
- 2016.07 ~ 2018.06 제7대 전라남도 해남군의회 후반기 산업건설위원회 간사
- 2016.10 ~ 2016.10 제7대 전라남도 해남군의회 행정사무조사특별위원회 위원
- 2016.07 ~ 2018.06 제7대 전라남도 해남군의회 후반기 예산결산특별위원회 간사
- 2017.03 ~ 2017.10 제7대 전라남도 해남군의회 행정사무특별조사위원회 위원

## 역대 선거 결과
| 실시년도 | 선거      | 대수 | 직책   | 선거구      | 정당       | 득표수   | 득표율          | 순위         | 당락 | 비고           |
| -------- | --------- | ---- | ------ | ----------- | ---------- | -------- | --------------- | ------------ | ---- | -------------- |
| 2014년   | 지방 선거 | 7대  | 군의원 | 전남 해남군 | 통합진보당 | 7,499 표 | \| \| 18.71% \| | 비례대표 1번 |      | 초선, 민선 6기 |
|          | 18.71%    |      |        |             |            |          |                 |              |      |                |